# Ion Mihai Pacepa
Ion Mihai Pacepa (28. října 1928 Bukurešť – 14. února 2021 Spojené státy americké) byl rumunský dvouhvězdičkový generál Securitate, tajné policie Rumunské socialistické republiky, který v červenci 1978 přeběhl do Spojených států amerických poté, co prezident Jimmy Carter vyhověl jeho žádosti o politický azyl. Byl nejvýše postaveným přeběhlíkem z bývalého východního bloku a psal knihy a články o vnitřním fungování komunistických zpravodajských služeb. Jeho nejznámějším dílem je kniha Dezinformace.
V době svého zběhnutí zastával současně funkce poradce prezidenta Nicolae Ceauşesca, úřadujícího šéfa jeho zahraniční zpravodajské služby a státního tajemníka rumunského ministerstva vnitra.
Následně spolupracoval s americkou Ústřední zpravodajskou službou (CIA) na operacích proti bývalému východnímu bloku. CIA označila jeho spolupráci za „důležitý a jedinečný přínos pro Spojené státy americké“.

## Činnost v rumunských zpravodajských službách
Otec Iona Mihaie Pacepy (narozen 1893) vyrůstal v Alba Iulii v Sedmihradsku v Rakousku-Uhersku, kde pracoval v otcově malé továrně na kuchyňské nádobí. Dne 1. prosince 1918 se Sedmihradsko spojilo s Rumunským královstvím a v roce 1920 se Pacepův otec přestěhoval do Bukurešti, kde pracoval pro místní pobočku americké automobilky General Motors.
Narodil se v roce 1928 v Bukurešti, v letech 1947–1951 studoval průmyslovou chemii na Polytechnické univerzitě v Bukurešti, ale jen několik měsíců před ukončením studia byl odveden do Securitate a inženýrský titul získal až o čtyři roky později.
V roce 1957 byl jmenován vedoucím Rumunské zpravodajské stanice v západoněmeckém Frankfurtu, kde působil dva roky. V říjnu 1959 ho ministr vnitra Alexandru Drăghici jmenoval vedoucím nového rumunského oddělení průmyslové špionáže, S&T (zkratka pro Ştiinţă şi Tehnologie). Šéfem rumunské průmyslové špionáže byl až do svého zběhnutí v roce 1978. Pacepa tvrdil, že se podílel na založení rumunského automobilového průmyslu a na rozvoji mikroelektronického, polymerního a antibiotického průmyslu.
V letech 1972–1978 byl také poradcem prezidenta Nicolae Ceauşesca pro průmyslový a technologický rozvoj a zástupcem šéfa Rumunské zahraniční zpravodajské služby.

## Smrt
Zemřel na covid-19 14. února 2021 ve věku 92 let během pandemie covidu-19 ve Spojených státech amerických. O jeho životě se hovořilo v pořadu Last Word na stanici BBC Radio 4 v březnu 2021.

## Dílo
- PACEPA, Ion Mihai. Red Horizons: Chronicles of a Communist Spy Chief. [s.l.]: [s.n.], 1987. Dostupné online. ISBN 0-89526-570-2.
- PACEPA, Ion Mihai. Red Horizons: the 2nd Book. The True Story of Nicolae and Elena Ceaușescu's Crimes, Lifestyle, and Corruption. [s.l.]: [s.n.], 1990. Dostupné online. ISBN 0-89526-746-2.
- PACEPA, Ion Mihai. The Kremlin Legacy. [s.l.]: [s.n.], 1993.
- PACEPA, Ion Mihai. Cartea neagră a Securității. Bukurešť: [s.n.], 1999. ISBN 973-98745-4-1.
- PACEPA, Ion Mihai. Programmed to Kill: Lee Harvey Oswald, the Soviet KGB, and the Kennedy Assassination. [s.l.]: [s.n.], 2007. Dostupné online. ISBN 978-1-56663-761-9.
- PACEPA, Ion Mihai. Dezinformace. [s.l.]: [s.n.], 2016. ISBN 9788026505273.